# Ganmain
Ganmain is een plaats in de Australische deelstaat New South Wales en telt 648 inwoners (2006).